# Samuel Byck
Samuel Joseph Byck (30. januar 1930 – 22. februar 1974) var en arbejdsløs tidligere dæksælger, som forsøgte at kapre et fly, der fløj fra Baltimore/Washington International Airport d. 22. februar 1974. Han havde planlagt at styre flyet ind Det Hvide Hus i håbet om at dræbe USAs præsident Richard Nixon.
Byck voksede op i en fattig jødisk familie og droppede ud af High School for at hjælpe sin familie økonomisk.